# Филипо Брунелески
Филипо Брунелески (на италиански: Brunelleschi, (Brunellesco), Filippo) е италиански архитект и скулптор от епохата на Ренесанса.

## Биография
Източник на сведения е неговата „Биография“, приписвана на Антонио Манети, която е създадена повече от 30 години след смъртта на архитекта.
Роден е през 1377 година във Флоренция, Италия. Учи и работи във Флоренция – първоначално като ювелир и скулптор, а после и като архитект. След като през 1402 г. е отхвърлен на конкурса за бронзовите релефи на вратите на баптистерия „Сан Джовани Батиста“ във Флоренция (конкурсът е спечелен от Лоренцо Гиберти), Брунелески напуска родния си град и заминава за Рим, където изучава класическия Древен Рим. През периода 1420 – 1436 той проектира и построява осмостенния купол на катедралата „Санта Мария дел Фиоре“ във Флоренция – първия крупен паметник на архитектурата на Ренесанса.
Като откривател на перспективата Брунелески оказва влияние върху постиженията на Алберти, Донатело, Мазачо, Микеланджело и Леонардо да Винчи. Той разширява и следва собствената си перспектива, подчинена на постигането на конкретната цел. Преодолявайки огромни политически и лични несгоди и търсейки находчиви решения на проблемите, успява да завърши купола на „Санта Мария дел Фиоре“ и да промени представата за пространство.
През 1421 г. той пръв получава 3-годишна патентна защита за свое индустриално изобретение, а през 1474 г. във Венеция е издаден първият в света общ патентен закон.
Умира на 15 април 1446 година във Флоренция на 69-годишна възраст. Гробът на Брунелески, който дълго време е бил неизвестен, е преоткрит през 1972 година във Флорентинската катедрала, която е построена върху останките на предишната катедрала „Санта-Репарата“ (IV – V век).

## Произведения
- Около 1402 година във Флоренция е обявен конкурс за бронзови релефи на северните врати на баптистерия „Сан Джовани“. Брунелески участва със свой проект, но конкурсът е спечелен от Лоренцо Гиберти. Неговият релеф днес се пази в Националния музей Барджело във Флоренция.

- 1412 – 1413 г. – разпятието в църквата „Санта Мария Новела“ във Флоренция.

- 1417 – 1436 г. – яйцевидният купол на катедралата „Санта Мария дел Фиоре“ (Duomo), която и днес е най-високата сграда в града – 114,5 метра. Куполът е строен 15 години. Брунелески издига купола без поддържащо скеле и измисля начин, при който камъните на арките се самоподдържат по време на строежа. Тайната на този подход е заимствана от Пантеона в Рим – издигат се два купола (един в друг), като единият поддържа другия, а тухлите на вътрешния купол са подредени зигзагообразно при зидането, за да се застъпват и крепят. Това е върховно постижение на инженерната мисъл – за купола са използвани четири милиона тухли, тежащи около 1500 тона. Брунелески конструира кран, който да ги вдига, а по-късно изобретява и още по-ефикасен подемник. Строежът на самата катедрала е започнал през 1260 г. и след големи прекъсвания през 1418 г. стига до огромния купол, за който нито има ефективна технология по това време, нито достатъчно решителни и талантливи архитекти, способни да се справят с възникналото предизвикателство. При тази ситуация великолепната творба на Брунелески несъмнено го прави велик ренесансов архитект.

- От 1419 г. успоредно със строежа на купола Брунелески работи над сграда, предназначена за болница и приют за сираци Ospedale degli Innocenti. Това е първият детски приют в Европа, открит през 1444 година.

- 1419 – 1428 г. – Старата сакристия на църквата „Сан Лоренцо“ във Флоренция.

- 1429 – 1443 г. – капела „Паци“, разположена в двора на църквата „Санта Кроче“.

- 1434 г. – църквата „Санта Мария дел Анжели“ във Флоренция, която остава незавършена.

- 1436 – 1487 г. – църквата „Санто Спирито“, завършена след смъртта на Брунелески.

- 1440 г. – започва строежът на двореца „Пити“, който е завършен през XVIII век. През 1549 година дворецът е купен от фамилията Медичи, които го обзавеждат с произведения на изкуството.

## Галерия
- Катедрала „Санта Мария дел Фиоре“
- Катедрала „Санта Мария дел Фиоре“
- Църква „Санта Мария Новела"
- Базилика „Сан Лоренцо“
- Църква „Санта Кроче“
- Дворец „Палацо Пити“